# Anaïs Ribeyra
Anaïs Ribeyra, née le 5 mai 1992 à Albstadt en Allemagne, est une footballeuse française évoluant au poste d'attaquante à l'En avant Guingamp.

## Biographie

### Carrière en club
Anaïs Ribeyra est formée à l'Olympique lyonnais et est passée par l'INF Clairefontaine. Elle effectue en 2009 ses débuts dans l'élite du football féminin avec le Stade briochin. Elle évolue ensuite avec le FF Yzeure AA, l'AS Saint-Étienne puis le Rodez Aveyron Football. Elle totalise ainsi 96 matches en Division 1 et 33 buts.
Depuis 2015, elle a descendu d'une division et joue en D2. Elle y totalise 60 buts en 63 matches avec ses différents clubs. Elle est passée par le Tremblay FC, le Grenoble Claix (elle y brille avec 18 buts en 8 matches) puis le Grenoble Foot 38, le Stade brestois 29,, et de nouveau par l'AS Saint-Étienne et le FF Yzeure. Avec ce dernier club, elle est meilleure buteuse de la D2F avec 15 buts en autant de rencontres. Enfin, elle signe en 2020 au FC Nantes.

### Carrière en sélection
Anaïs Ribeyra remporte avec l'équipe de France des moins des 17 ans la médaille de bronze du Championnat d'Europe en 2009. Avec cette sélection, elle compte 12 buts en 9 matches.
Quatre ans après sa dernière sélection en U17, elle retrouve les Bleues en 2014 avec l'équipe de France B et dispute un match contre la Belgique (1-0).

## Palmarès

### En sélection
France -17 ans
- Championnat d'Europe
  - Médaille de bronze : 2009

## Statistiques
| Saison                | Club                  | Championnat           | Championnat | Championnat | Coupe(s) nationale(s) | Coupe(s) nationale(s) | Total | Total |
| Saison                | Club                  | Division              | M.          | B.          | M.                    | B.                    | M.    | B.    |
| 2009-2010             | Stade briochin        | Division 1            | 9           | 3           | 2                     | 0                     | 11    | 3     |
| 2010-2011             | Stade briochin        | Division 1            | 15          | 2           |                       |                       | 15    | 2     |
| Sous-total            | Sous-total            | Sous-total            | 24          | 5           | 2                     | 0                     | 26    | 5     |
| 2011-2012             | FF Yzeure AA          | Division 1            | 22          | 11          | 1                     | 0                     | 23    | 11    |
| Sous-total            | Sous-total            | Sous-total            | 22          | 11          | 1                     | 0                     | 23    | 11    |
| 2012-2013             | AS Saint-Étienne      | Division 1            | 14          | 3           | 2                     | 2                     | 16    | 5     |
| Sous-total            | Sous-total            | Sous-total            | 14          | 3           | 2                     | 2                     | 16    | 5     |
| 2013-2014             | Rodez AF              | Division 1            | 18          | 9           | 2                     | 2                     | 20    | 11    |
| 2014-2015             | Rodez AF              | Division 1            | 18          | 5           | 3                     | 1                     | 21    | 6     |
| Sous-total            | Sous-total            | Sous-total            | 36          | 14          | 5                     | 3                     | 41    | 17    |
| 2015-2016             | Tremblay FC           | Division 2            | 1           | 0           |                       |                       | 1     | 0     |
| Sous-total            | Sous-total            | Sous-total            | 1           | 0           |                       |                       | 1     | 0     |
| 2015-2016             | Claix FF              | Division 2            | 8           | 18          | 2                     | 3                     | 10    | 21    |
| Sous-total            | Sous-total            | Sous-total            | 8           | 18          | 2                     | 3                     | 10    | 21    |
| 2016-2017             | Grenoble Foot 38      | Division 2            | 6           | 3           |                       |                       | 6     | 3     |
| Sous-total            | Sous-total            | Sous-total            | 6           | 3           | 0                     | 0                     | 6     | 3     |
| 2017-2018             | Stade brestois 29     | Division 2            | 18          | 14          | 3                     | 2                     | 21    | 16    |
| 2018-2019             | Stade brestois 29     | Division 2            | 11          | 7           | 1                     | 0                     | 12    | 7     |
| Sous-total            | Sous-total            | Sous-total            | 29          | 21          | 4                     | 2                     | 33    | 23    |
| 2018-2019             | AS Saint-Étienne      | Division 2            | 9           | 3           | 0                     | 0                     | 9     | 3     |
| Sous-total            | Sous-total            | Sous-total            | 9           | 3           | 0                     | 0                     | 9     | 3     |
| 2019-2020             | FF Yzeure AA          | Division 2            | 15          | 15          | 3                     | 3                     | 18    | 18    |
| Sous-total            | Sous-total            | Sous-total            | 15          | 15          | 3                     | 3                     | 18    | 18    |
| 2020-2021             | FC Nantes             | Division 2            | 5           | 6           | 0                     | 0                     | 5     | 6     |
| 2021-2022             | FC Nantes             | Division 2            | 10          | 10          | 1                     | 0                     | 11    | 10    |
| Sous-total            | Sous-total            | Sous-total            | 15          | 16          | 1                     | 0                     | 16    | 16    |
| Total sur la carrière | Total sur la carrière | Total sur la carrière | 179         | 99          | 20                    | 13                    | 199   | 112   |